# Châtres-sur-Cher

Châtres-sur-Cher este o comună în departamentul Loir-et-Cher, Franța. În 1 ianuarie 2022 avea o populație de 1.134 de locuitori.